# Kill (album)
Kill è il decimo album della band statunitense Cannibal Corpse, pubblicato il 21 marzo 2011. Il disco segnò il ritorno del chitarrista Rob Barrett, già presente su The Bleeding e Vile.

## Tracce
1. The Time to Kill Is Now – 2:04
2. Make Them Suffer – 2:50
3. Murder Worship – 3:57
4. Necrosadistic Warning – 3:28
5. Five Nails Through the Neck – 3:46
6. Purification by Fire – 2:57
7. Death Walking Terror – 3:32
8. Barbaric Bludgeonings – 3:43
9. The Discipline of Revenge – 3:39
10. Brain Removal Device – 3:15
11. Maniacal – 2:13
12. Submerged in Boiling Flesh – 2:52
13. Infinite Misery – 4:01

## Formazione
- George "Corpsegrinder" Fisher - voce
- Rob Barrett - chitarra
- Pat O'Brien - chitarra
- Alex Webster - basso
- Paul Mazurkiewicz - batteria
- Erik Rutan - voce di sottofondo nella canzone The Time to Kill is Now